# Conflicto de los «papeles de Salamanca»

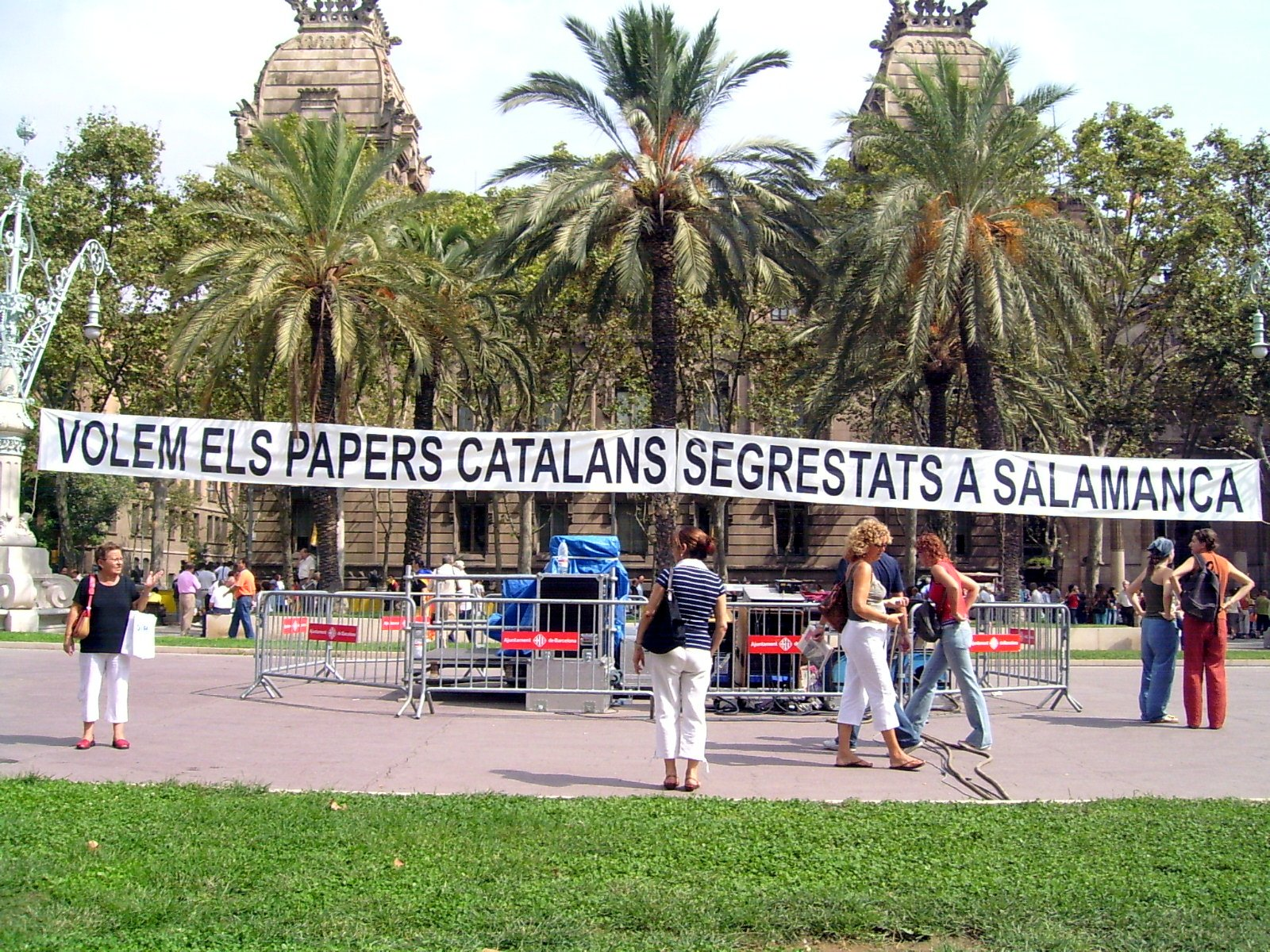
Pancarta reclamando el retorno de los "Papeles de Salamanca" en un acto del 11 de septiembre de 2004, en Barcelona.

El conflicto de los «papeles de Salamanca» es la disputa política y judicial surgida durante la transición española, y que alcanzó su punto álgido durante el primer gobierno del socialista José Luis Rodríguez Zapatero (2004-2008), a propósito de la devolución a la Generalidad de Cataluña de la documentación incautada por las autoridades franquistas cuando tomaron Cataluña al final de la guerra civil española y que estaba depositada en el Archivo de la Guerra Civil Española de Salamanca. El asunto se convirtió en un problema político e identitario por la firme defensa que hizo de su regreso a Cataluña una parte importante de la población catalana, encabezada por la Generalidad de Cataluña, los partidos políticos catalanes y diversas entidades cívicas y culturales, y por la igualmente firme oposición a la misma de la población de Castilla y León, encabezada por el alcalde de Salamanca y por el presidente de la Junta de Castilla y León —ambos del Partido Popular— que calificaron la devolución como un "expolio". La Junta recurrió la devolución de los «papeles de Salamanca» ante el Tribunal Constitucional pero éste el 31 de enero de 2013 falló a favor del traslado, con lo que se puso fin al conflicto.

## El origen de la incautación

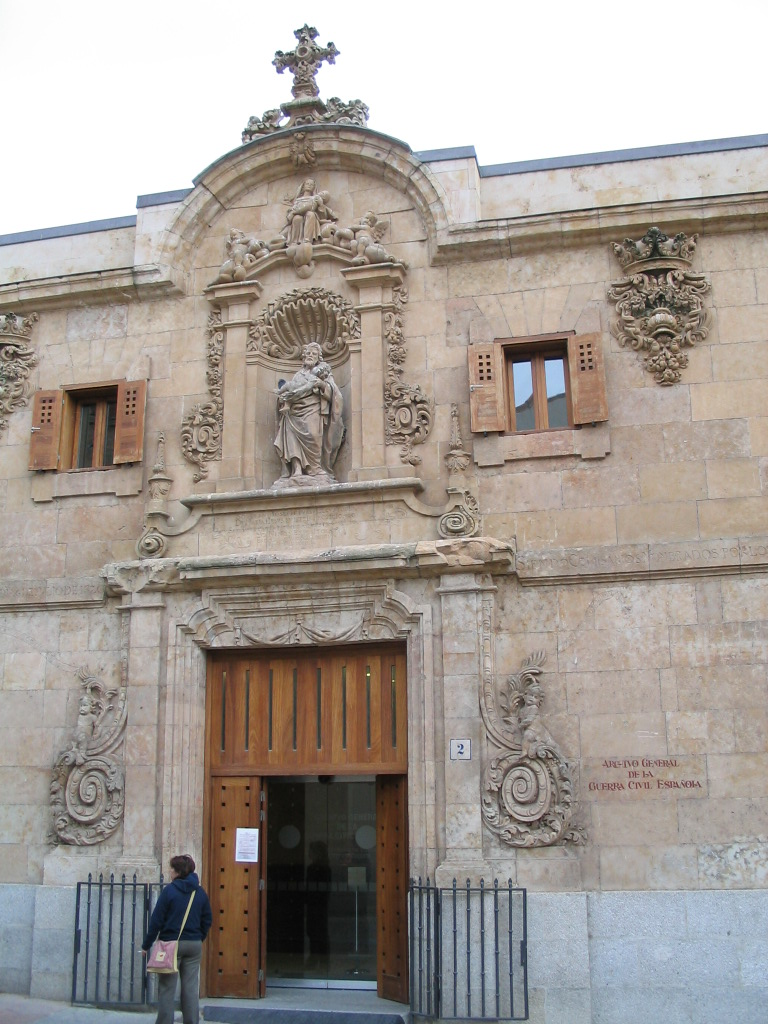
Fachada del Archivo de la Guerra Civil Española en Salamanca.

Cuando se produjo la caída de Cataluña en manos del bando sublevado a finales de enero de 1939, solo dos meses antes de que finalizara la guerra civil española, las autoridades militares franquistas se incautaron de toda la documentación que pudieron encontrar en las sedes de las instituciones, los partidos políticos, las organizaciones sindicales, las asociaciones culturales, y los domicilios de particulares, para que eventualmente sirvieran de pruebas con las que perseguir y juzgar a los que habían apoyado al bando republicano en la guerra. Toda esa enorme masa documental —junto con carteles, revistas, periódicos, folletos y libros— se envió a Salamanca donde se encontraba el Cuartel General del Generalísmo para ser evaluada. Se calcula que con toda la documentación incautada que no solo procedía de Cataluña sino de todos los territorios que habían sido ocupados por el bando sublevado a lo largo de la guerra civil española, se elaboraron unos tres millones y medio de fichas de españoles.
Durante la dictadura del general Franco los historiadores no pudieron acceder a esta documentación y solo a finales de los años 70, durante la transición democrática, los investigadores lo pudieron hacer, convirtiéndose según el historiador Julián Casanova, "en un lugar de paso obligado para los investigadores de la Guerra Civil y, en general, para todos los interesados en la historia social de las primeras décadas del siglo XX". En 1979 se creó la Sección Guerra Civil del Archivo Histórico Nacional con sede en Salamanca y en 1999, bajo el primer gobierno de José María Aznar, se transformó en el Archivo General de la Guerra Civil.

## El conflicto

### La oposición a la devolución de los documentos a la Generalidad de Cataluña
Como ha afirmado el historiador Julián Casanova, con los antecedentes del Archivo de la Guerra Civil Española, "un archivo creado para la represión y por medio de la violencia armada y del expolio", "no es de extrañar que, con la democracia ya consolidada, se generara un litigio sobre la propiedad de algunos documentos". La iniciativa la tomó Cataluña. En 2001 se formó la plataforma cívica Comisión de la Dignidad que inició la campaña a favor del retorno de los papeles incautados. Entre los miembros fundadores había particulares que, como Teresa Rovira, querían recuperar los archivos y bibliotecas familiares, requisados a sus parientes.
Pero pronto surgió la oposición al traslado. Ya en 1989 el gobierno socialista de Felipe González denegó la petición presentada por el presidente de la Generalidad de Cataluña Jordi Pujol, pero cuando en 1995 cambió de opinión y aprobó la devolución a Cataluña de los archivos de la Generalidad incautados inmediatamente se produjo una movilización ciudadana en Salamanca encabezada por el Partido Popular. Así el 25 de abril
el alcalde de Salamanca hizo entrega a la ministra socialista Carmen Alborch de más de 97.000 firmas contra el traslado de los documentos a Cataluña. Finalmente no se produjo porque las elecciones de 1996 las ganó el Partido Popular y la ministra de Cultura del nuevo gobierno de José María Aznar, Esperanza Aguirre alegó que al archivo de Salamanca «no le sobran documentos».
En el año 2000 el Patronato del Archivo de la Guerra Civil Española, creado el año anterior, decide constituir una comisión técnica que estudie la posibilidad de dejar en depósito algunos documentos del Archivo en Cataluña. Pero los cuatro miembros de la comisión —dos propuestos por el Patronato: Carlos Dardé y Antonio Morales; y dos por la Generalidad de Cataluña: Borja de Riquer y Joan B. Culla— no logran ponerse de acuerdo y presentan en junio de 2002 dos dictámenes separados: uno favorable al mantenimiento de la "unidad del Archivo", presentado por los dos historiadores nombrados por el Patronato; y otro, presentado por los dos historiadores nombrados por la Generalidad, que propone depositar en el Archivo Histórico Nacional de Cataluña todos los documentos anteriores a 1936 relacionados con esta comunidad. Al mes siguiente el Patronato anuncia que seguirá la recomendación del primer dictamen por lo que no habrá ningún traslado de documentos a Cataluña, decisión que justifica por la necesidad de preservar la "unidad del archivo" de acuerdo con las "recomendaciones de la Unesco". El Ministerio de Cultura y la Junta de Castilla y León —ambos del Partido Popular— dan por cerrado el asunto. La Generalidad de Cataluña, por su parte, anuncia su intención de recurrir. Pasado el verano, el 15 de octubre, varios miles de personas se manifiestan en Barcelona en favor del retorno a Cataluña de los «papeles de Salamanca».

### La polémica sobre la ley de 2005 de restitución a Cataluña de los «papeles de Salamanca»
Tras ganar las elecciones de marzo de 2004, el socialista José Luis Rodríguez Zapatero se mostró partidario de que se restituyera a la Generalidad de Cataluña la documentación incautada al final de la Guerra Civil, lo que desató un vendaval político. En noviembre el Patronato del Archivo General de la Guerra Civil Española aprueba una comisión de 18 expertos -historiadores, archiveros, intelectuales y juristas- para que asesorasen al Ministerio de Cultura en el contencioso de los "papeles de Salamanca". Al mes siguiente hacen público su dictamen en el que se muestran favorables a devolver a Cataluña los documentos incautados durante la Guerra Civil. Tres de sus miembros no apoyan la propuesta y se abstienen: son los designados por la Junta de Castilla y León, el Ayuntamiento de Salamanca y la Universidad de esa ciudad.
El 15 de septiembre de 2005 el Congreso de los Diputados aprobó la ley para devolver a la Generalidad de Cataluña los documentos aprehendidos durante y tras la Guerra Civil y depositados en el Archivo de Salamanca. Los diputados del Partido Popular votaron en contra y su portavoz parlamentario, Eduardo Zaplana, lamentó que «la primera ley cultural que aprueba este Gobierno sea para deshacer un archivo nacional» y que se haya aprobado «por presiones políticas de ERC e Iniciativa per Catalunya-Verds [sus socios de gobierno en Cataluña], y sin contar con los informes de los técnicos». «Es un atropello», concluyó, aunque acatarían la ley. Sin embargo, la portavoz de la Junta de Castilla y León, gobernada por el Partido Popular, aseguró que «si cabe recurso de inconstitucionalidad, lo interpondremos»", mientras que el del Ayuntamiento de Salamanca, también del PP, afirmó que la ley «pone el patrimonio de Castilla y León y de los españoles en manos de quienes se sienten más cercanos a los terroristas de ETA que a los españoles».
Antes y después de la aprobación de la ley "se manifestaron, a favor y en contra de la salida y la llegada, miles de personas en Cataluña y Salamanca. Se veía como un atentado contra la unidad de España, en un lado, y una agresión a Cataluña, en el otro... Se crearon sucesivas comisiones de expertos para pronunciarse sobre el tema. Y cuando ya parecía irremediable [después de aprobada la ley], se valló la calle para impedir la salida de los documentos (un portavoz municipal anunció que llegarían al borde del abismo, sin caer en el precipicio)". El alcalde de Salamanca, Julián Lanzarote del Partido Popular cambió el nombre de la calle donde se halla el archivo por el de 'calle del Expolio', decisión que no rectificó hasta 2011 en que volvió a llamarse calle de Gibraltar.
Se produjo una intensa movilización encabezada por los dirigentes populares de Castilla y León con varias concentraciones y manifestaciones de protesta en la ciudad de Salamanca. Una de las más numerosas fue la que tuvo lugar el 11 de junio de 2005 —cuando se estaba debatiendo en el Congreso de los Diputados la ley que permitiría la devolución— convocada por el alcalde Julián Lanzarote para que el gobierno mantuviese la "unidad del archivo". A la misma asistieron dirigentes del Partido Popular a nivel nacional como Eduardo Zaplana, Ángel Acebes o Esperanza Aguirre. Muchos manifestantes portaban cartulinas con la bandera española sobre la que se había escrito «ESPAÑA Y ARCHIVO = UNIDAD».
Tras la aprobación de la ley en 2005 se procedió al envío a Cataluña de 500 cajas de documentos. La operación se realizó en la madrugada del 19 de enero de 2006 y con el despliegue de un fuerte dispositivo policial para evitar incidentes. A pesar de ello algunos manifestantes profirieron insultos contra los funcionarios del archivo que empujaban las carretillas. En los meses y años siguientes hubo más traslados de documentos siguiendo los acuerdos de una comisión mixta Estado-Generalitat. A principios de 2013 se calculaba que había llegado a Cataluña alrededor de 400.000 documentos y cerca de 600 libros, que fueron clasificados y guardados en el Archivo Nacional de Cataluña. En aquellos momentos se esperaba la llegada de otros 85.000 documentos más junto con publicaciones periódicas y objetos varios como sellos o banderas.
Las autoridades de Salamanca y de Castilla y León recurrieron entonces a la vía judicial para revertir el traslado, pero sin obtener ninguna sentencia favorable. A finales de 2008 la Audiencia Nacional rechazó la petición formulada por el Ayuntamiento de Salamanca para que fuera anulada la orden del Ministerio de Cultura que regulaba la devolución de los documentos a la Generalidad de Cataluña. A principios de 2012 el Tribunal Supremo falló en contra de la pretensión del mismo ayuntamiento de declarar Bien de Interés Cultural el edificio donde está el archivo (el colegio de San Ambrosio), con lo que se quería evitar que salieran más documentos del archivo. Al mismo tiempo la Junta de Castilla y León decidió recurrir ante el Tribunal Constitucional la ley de 2005 que había permitido el traslado de los documentos.
En su recurso, la Junta argumentaba que el archivo «se ve seriamente mutilado convirtiéndose en un archivo parcial o un almacén parcial de restos documentales» y que suponía «una expoliación al suponer la perturbación del cumplimiento de la función social que a los fondos y al Archivo General de la Guerra Civil les corresponde».

## El final del conflicto: la sentencia del Tribunal Constitucional de 2013
El 31 de enero de 2013 el Tribunal Constitucional desestimó el recurso de inconstitucionalidad planteado por la Junta de Castilla y León contra la ley que amparó la devolución de los «papeles de Salamanca» a la Generalidad de Cataluña, por lo que allí seguirán. En la sentencia se refuta expresamente la tesis del "expolio" sostenida por las instituciones castellano-leonesas gobernadas por el Partido Popular:

No nos encontramos ante un supuesto de expoliación y debemos señalar que no le corresponde a este tribunal decidir acerca de la oportunidad del mantenimiento de los documentos originales en el archivo frente a la restitución de los fondos documentales incautados a sus propietarios originales. Tal decisión le corresponde adoptarla al legislador

Cuando se conoció la sentencia el alcalde de Salamanca Alfonso Fernando Fernández Mañueco dijo que acataba la sentencia aunque añadió que los documentos trasladados a Cataluña «no cumplen los requisitos establecidos en la propia ley para su devolución». Por su parte el consejero de Cultura de la Generalidad de Cataluña, Ferran Mascarell afirmó:

Es una noticia necesariamente esperada que, por fin ha hecho justicia. [...] La razón se ha acabado imponiendo a una de las grandes perversidades del franquismo, la de querer borrar la memoria de los catalanes. [...] Ya no hay argumentos para seguir con la actitud dilatoria. [...] El cierre de este conflicto ha de contribuir a que las diferencias sobre lo que puede suceder en el futuro entre Cataluña y España esté en el terreno de la voluntad positiva y no fundamentado en debates históricos que no acaban de resolverse nunca

Rogelio Blanco, ex director general de Archivos, que presidió la comisión mixta que acordaba los documentos que debían ser devueltos y de los que permanece una copia en Salamanca, afirmó:

Me pregunto para qué ha servido toda esta actuación torticera contra algo aprobado por las Cortes y cuánto ha pagado el contribuyente para sostener estos fallos que todos han sido a favor del Estado”

Por su parte el historiador Julián Casanova abogaba por la creación de un "archivo de la historia y de la memoria de la Guerra Civil y de la dictadura":

Hemos desaprovechado la oportunidad, en más de tres décadas de democracia, de crear un archivo de la historia y de la memoria de la guerra civil y de la dictadura, como existen en otros países con pasados recientes de violencia política. Un archivo que pudiera reunir los documentos dispersos por todo el mundo, desde Stanford, en California, a Moscú, pasando por Roma o Ámsterdam, y que incorporara como propiedad pública los fondos originales de la Fundación Nacional Francisco Franco, gestionados por la ultraderecha y la familia del dictador. Esa importante labor, con un buen equipo de investigadores y archiveros, sería relativamente fácil en la actual era digital. Las generaciones futuras conocerán la historia por el material documental que seamos capaces de preservar y legarles. Las disputas políticas son otra cosa